# Carl Wolfgang Graf von Ballestrem
Carl (Karl) Wolfgang Xaver Graf von Ballestrem (* 16. Oktober 1903 in Ober Gläsersdorf, Landkreis Lüben, Provinz Schlesien; † 17. Dezember 1994 in Hardheim) war ein deutscher Unternehmer und Mitglied der Regierung des Souveränen Malteserordens.

## Leben

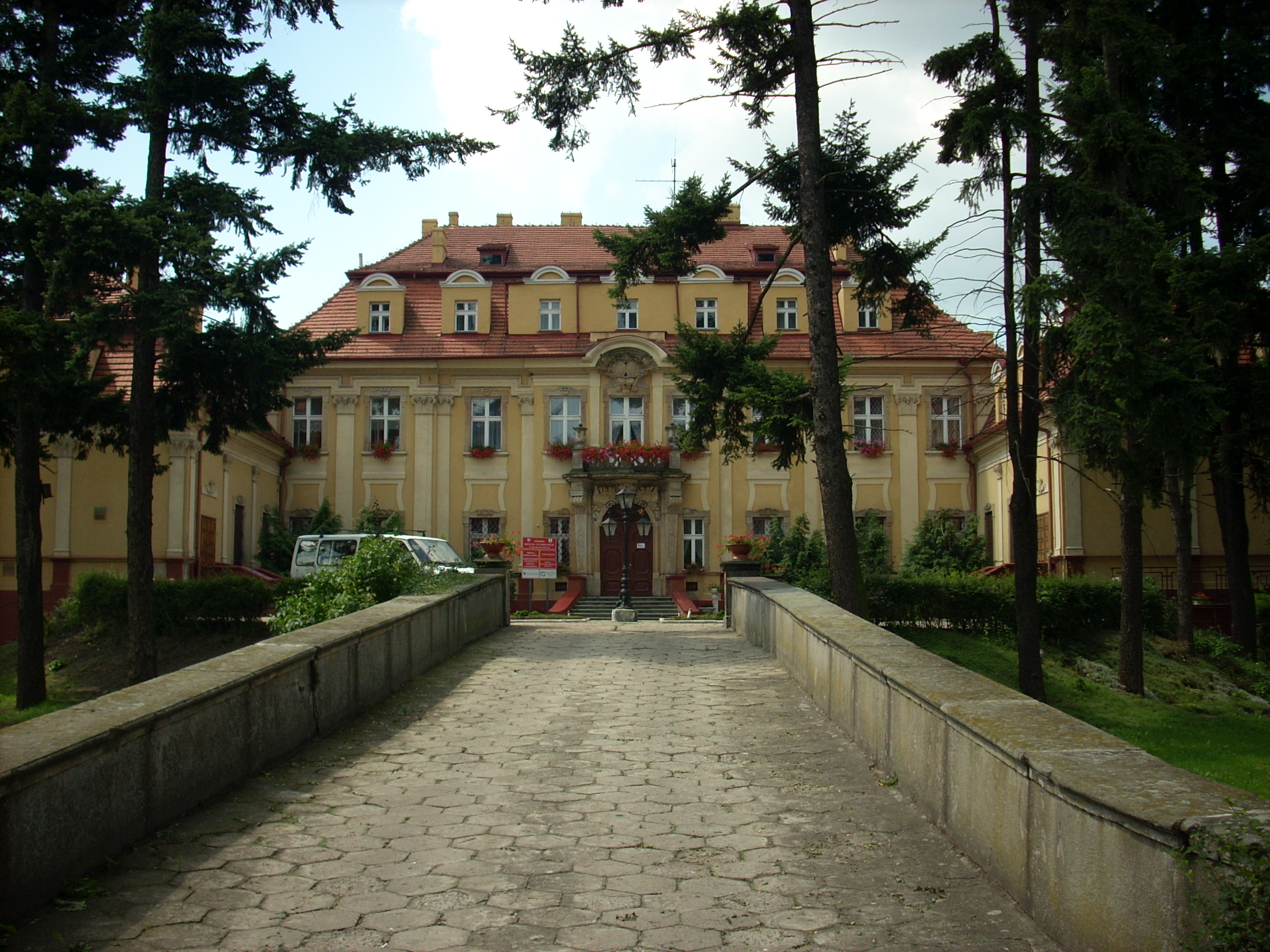
Schloss Ober Gläsersdorf

Carl Wolfgang Graf von Ballestrem war der zweitälteste Sohn von Valentin von Ballestrem und dessen Ehefrau Agnes, geborene Gräfin zu Stolberg-Stolberg (* 11. Mai 1874 auf Gut Thomaswaldau, Landkreis Bunzlau; † 26. März 1940 auf Gut Ober Gläsersdorf). Verheiratet war er mit Theresia Prinzessin zu Löwenstein-Wertheim-Rosenberg (1909–2000). Aus der Ehe gingen vier Kinder hervor, unter ihnen der Politikwissenschaftler und Philosoph Karl Graf Ballestrem. Graf Nikolaus von Ballestrem war sein älterer Bruder.
Nach Besuch des Gymnasiums in Breslau studierte Ballestrem Rechtswissenschaft an der Ludwig-Maximilians-Universität München und schloss das Studium nach Zwischensemestern in den Fächern Theologie und Philosophie mit der Promotion ab. 1932 übernahm er in Schlesien die Leitung des familieneigenen Unternehmens Vereinigte Holzindustrie. Nach dem Verlust der schlesischen Heimat leitete er zunächst das Fürstlich Löwensteinische Forstamt in Wertheim und zog 1956 mit seiner Familie auf das Hofgut Breitenau im Odenwald.
Seit 1926 war Ballestrem Ehren- und Devotions-Ritter in Obedienz des Souveränen Malteserordens und seit 1947 Vorstand des Vereins Schlesischer Malteserritter. In dieser Funktion wurde er maßgeblich in die Arbeiten zur Reform des Ordens unter Papst Pius XII. einbezogen. 1962 wurde er Mitglied der römischen Ordensregierung als Großhospitalier und verantwortete in dieser Rolle die karitativen Aktivitäten des Gesamtordens weltweit. In seinem 13-jährigen Dienst in diesem Amt brachte er seine Erfahrungen beim Aufbau des deutschen Malteser Hilfsdienstes mit ein.

## Auszeichnungen und Ehrungen
- Großkomtur des päpstlichen Silvesterordens
- Großkreuz des souveränen Malteserordens
- Verdienstorden der Italienischen Republik 1963
- Orden für Verdienst, Portugal 1968
- Nationaler Orden vom Kreuz des Südens, Brasilien
- Orden „Fraternité, Justice, Travail“, Republik Dahomey
- Orden Ruben Dario, Nicaragua
- L'ordre de l'Étoile équatoriale, Gabun
- Order of the Somali Star, Somalia